# Университет Кальяри
Университет Кальяри (итал. Università degli Studi di Cagliari) — государственный итальянский университет в городе Кальяри на острове Сардиния, основанный в 1606 году.

## История
Получив признание Папы Павла V в 1606 году и привилегию для основания от короля Филиппа III в 1620 году, университет начал функционировать в 1626 году, вдохновленный образцами испанских и итальянских университетов того времени. Первоначально университет предлагал пять направлений: теологическое, юридическое, медицинское, философское и художественное.
Когда Сардиния перешла под власть правительства Савойского дома в XVIII веке, устав университета был значительно изменён с расширением научных факультетов и институтов. Новое здание университета, спроектированное пьемонтским инженером Саверио Бельграно ди Фамоласко, было завершено в конце XVIII века. На сегодняшний день здесь находятся ректорат и административные офисы.
В XIX и XX веках всё больше и больше внимания уделялось исследовательской деятельности с достижением важных, всемирно признанных результатов, особенно в областях медицины, физики, химии, биологии и археологии. В 1980-х годах в коммуне Монсеррато началось строительство нового университетского кампуса и госпиталя.

## Факультеты
Университет разделен на 6 факультетов:
- Факультет экономических, гуманитарных и политических наук[6];
- Факультет гуманистических исследований[7];
- Факультет инженерии и архитектуры[8];
- Факультет медицины и хирургии[9];
- Факультет биологии и фармации[10];
- Факультет точных наук[11].

На 2021 год университете обучалось около 24 750 студентов, преподавательский состав — примерно 1200 человек, а административно-технический персонал — около 1300 человек. Также студенты университета управляют веб-радио UnicaRadio.it.

## Знаменитые выпускники
- статистик Коррадо Джини
- философ Никола Аббаньяно
- писатель Джулио Анджони
- математик Энрико Бомбиери